# Tomentypnum nitens
Espèce
Synonymes
- Brachythecium nitens (Hedw.) Büse[2]
- Camptothecium nitens (Hedw.) Schimp.[3]
- Camptothecium nitens var. falcatum Peck in Burnh.[3]
- Camptothecium nitens var. falcifolium Ren. ex Nichols[3]
- Homalothecium nitens (Hedw.) H.Rob.[2],[3]
- Hypnum nitens Hedw.[2]
- Tomenthypnum falcifolium (Ren. ex Nichols) Tuom. in Ahti & Fagers. (préféré par BioLib)[3]
- Tomentypnum falcifolium (Ren. ex Nichols) Tuom. in Ahti & Fagers.[3]
- Tomenthypnum nitens var. falcifolium Ren. ex Nichols[3]
- Tomenthypnum nitens[4]
- Tomenthypnum nitens var. insigne (Milde) C. Jens.[3]
- Tomenthypnum nitens var. involutum (Limpr.) C. Jens.[3]
- Tomentypnum nitens var. falcifolium Ren. ex Nichols[3]
- Tomentypnum nitens var. insigne (Milde) C. Jens.[3]
- Tomentypnum nitens var. involutum (Limpr.) C. Jens.[3]

Tomentypnum nitens est une espèce de mousses de la famille des Brachytheciaceae. Cette espèce est présente, notamment, en France et au Canada.

## Liste des variétés
Selon The Plant List (18 janvier 2019) :
- variété Tomentypnum nitens var. insigne (Milde) C.E.O. Jensen

Selon Tropicos (18 janvier 2019) (Attention liste brute contenant possiblement des synonymes) :
- variété Tomentypnum nitens var. atrichum (Kindb.) C.E.O. Jensen
- variété Tomentypnum nitens var. falcifolium (Renauld ex Nichols) Podp.
- variété Tomentypnum nitens var. insigne (Milde) C.E.O. Jensen
- variété Tomentypnum nitens var. involutum (Limpr.) C.E.O. Jensen

### Tomenthypnum falcifolium
- (en) BioLib : Tomenthypnum falcifolium  (Ren. ex Nichols) Tuom. in Ahti & Fagers. (Syn. de Tomentypnum nitens) (consulté le 18 janvier 2019)
- (en) Catalogue of Life : Tomentypnum nitens Loeske, 1911 (consulté le 25 décembre 2020)
- (en) Flora of North America : Tomentypnum nitens  (consulté le 18 janvier 2019)
- (fr + en) ITIS : Tomentypnum nitens  (Hedw.) Loeske (consulté le 18 janvier 2019)
- (en) NCBI : Tomentypnum nitens  (Hedw.) Loeske (taxons inclus) (consulté le 18 janvier 2019)
- (en) The Plant List : Tomentypnum nitens (Hedw.) Loeske  (source : Tropicos.org) (consulté le 18 janvier 2019)
- (en) Tropicos : Tomentypnum nitens (Hedw.) Loeske  (+ liste sous-taxons) (consulté le 18 janvier 2019)

### Tomenthypnum nitens
- (en) BioLib : Tomenthypnum nitens  (Hedw.) Loeske (consulté le 18 janvier 2019)
- (fr + en) ITIS : Tomenthypnum nitens  (Hedw.) Loeske (consulté le 18 janvier 2019)
- (en) NCBI : Tomentypnum nitens  (Hedw.) Loeske (Syn. de Tomenthypnum nitens) (taxons inclus) (consulté le 18 janvier 2019)